# Wilhelm Kaspar
Wilhelm Kaspar (* 3. Januarjul. / 15. Januar 1853greg. in Rauden bei Tuckum, Gouvernement Kurland, Russisches Kaiserreich; † 26. Mai 1919 in Wenden, Lettische SPR), lettisch Vilhelms Kaspars, mit vollem Namen Vilhelms Frīdrihs Kaspars, war ein lettischer Geistlicher deutscher Abstammung. Er gilt als evangelischer Bekenner und ist auf dem Rigaer Märtyrerstein verzeichnet.
Die Datumsangaben in diesem Artikel richten sich, wenn nicht anders angegeben, für den Zeitraum bis 1918 nach dem julianischen Kalender.

## Leben

### Jugend und Ausbildung
Wilhelm Kaspars Vater hieß Fritz Kaspar. Wilhelm Kaspar besuchte das Gymnasium in Libau, das er mit dem Abitur abschloss. Er studierte von 1875 bis 1880 Theologie an der Kaiserlichen Universität Dorpat. 1877 war er Mitglied des Theologischen Vereins Dorpat. Er schloss sein Studium mit dem Kandidatengrad ab und wurde am 23. Dezember 1881 ordiniert.

### Pastor für Ostsibirien
Ab 1882 betreute Wilhelm Kaspar für zehn Jahre als Divisionsprediger die Gemeinde von Ost-Sibirien mit Sitz in Irkutsk und einem Einzugsgebiet von 5000 km², womit es sich um die größte evangelische Pfarrgemeinde der Welt handelte. Die Gottesdienste dort wurden in deutscher, lettischer, estnischer, finnischer und russischer Sprache abgehalten. Während seiner Tätigkeit in dieser Gemeinde legte Kaspar zu Pferd ungefähr 100.000 km zurück. Gebahnte Wege und Brücken gab es praktisch nicht. Die Temperaturen gingen bis unter −60 °C zurück. Unter diesen Bedingungen besuchte Kaspar die versprengten evangelischen Christen in der Diaspora, um ihnen das Wort Gottes zu bringen und die Sakramente zu spenden. Es heißt, er habe im Vergleich zu anderen Pastoren doppelte Arbeit leisten müssen. Eine Diasporagemeinde betreuen zu können, wurde als wertvoll angesehen, war aber physisch sehr belastend.

### Pastor in Schujen und Lodenhof
So folgte Kaspar dem Ruf in die Heimat gerne: Ab 1891 diente er als Pastor in Schujen (jetzt lettisch Skujene, Bezirk Cēsis) und Lodenhof (jetzt lettisch Lode, Gemeinde Lēdurga, Bezirk Sigulda). Die Umstellung war groß; er kam von der Einsamkeit in ein vergleichsweise betriebsames Leben. Die Kirche seiner Heimat neigte zunehmend einer als liberal bezeichneten Theologie zu, gegen die Kaspar energisch vorging, wobei er auf die Erfahrungen zurückgriff, die er in Sibirien gesammelt hatte. Dort hatte er mit Verbannten und Entwurzelten gearbeitet, wobei eine Lehrmeinung, die keine klare Definition von Sünde und Erlösung vertrat, ihm dort kaum dienlich gewesen wäre. Im April 1891 wurde ihm das goldene Brustkreuz verliehen. Es gelang Kaspar, sich bei seiner Gemeinde schnell einzuleben, da er sich ihr vollständig hingab.
Am 5. Februar 1902 hielt er bei der 25. erweiterten Konferenz der Wendenschen Sprengelsprediger in Wenden einen Vortrag über die Stellung des Pastors zum Bekenntnis.
Im September/Oktoberheft 1904 der Kirchenzeitung Mitteilungen und Nachrichten für die evangelische Kirche in Rußland veröffentlichte er den Artikel De corona nuptiali über die Frage der Verweigerung des Brautkranzes. Schon im Voraus wurde eine kontroverse Diskussion des Artikels unter Pastoren erwartet.

### Ab der Russischen Revolution von 1905
Während der Russischen Revolution von 1905 blieb Kaspar bei seiner Gemeinde, während viele andere wegen der großen Gefahr für die Landpastoren flohen. Er stand unter dem Schutz seiner Gemeinde, die von ihm geleitet übereinkam, keine Zweckentfremdung der Kirche zuzulassen, was ihr auch gelang.
Im September 1907 kandidierte Kaspar für das Pastorenamt der lettischen Gemeinde der St. Annen-Kirche in Libau. Mitkandidaten waren der Pastor von St. Matthiae, Andreew Needra (später lettischer Ministerpräsident), und der lutherische Pastor von Mohilew, Karl Feldmann. Die Kandidaten waren vom kurländischen Konsistorium aufgestellt worden. Die Wahl wurde durch zwei Gilden durchgeführt, die 3000 Unterschriften der Gemeinde für Needra erhalten hatten, dessen Wahl schon im Vorfeld als sicher galt, da die Gilden zuvor beschlossen hatten, den Kandidaten zu wählen, der von der Gemeinde favorisiert wurde. Die in Moskau erscheinende Oktobristen-Zeitschrift Golos Moskwy behauptete, Deutsch-Balten und radikale sozialistische Letten wollten mit allen Mitteln verhindern, dass der radikalenfeindliche Needra gewählt würde. Die lettische Zeitschrift Latwija urteilte über diese Behauptungen, dass sie völlig haltlos seien, da zwischen Deutschen und Letten in Libau gutes Einvernehmen bestünde. Die Einschätzung der Latwija wurde von deutsch-baltischen Zeitschriften zitiert.
Die Wahl fand am 26. Oktober statt. Kaspar wurde erwartungsgemäß nicht gewählt und blieb Pastor in Schujen und Lodenhof.
Am 16. Juni 1909 hielt Kaspar bei den Sommersitzungen der wissenschaftlichen Kommission des Rigaschen Lettischen Vereins im lettischen Interimstheater in Riga vor 600 Männern und Frauen einen 1½-stündigen Vortrag über den Kampf um die Weltanschauung. Dabei verteidigte er die christliche Lehre, nach Meinung der Düna-Zeitung gekonnt, gegen atheistische Argumente.

### Kriegsjahre
Vom Ersten Weltkrieg blieb die entlegene Gemeinde zunächst fast unberührt. Die Revolutionen des Jahres 1917 hatten aber auch hier negative Auswirkungen auf die geistlichen Belange. Als die russischen Truppen sich zurückzogen, kamen äußere Probleme hinzu. Der deutsche Einmarsch wurde von Vielen als Befreiung empfunden. Zumindest Kaspar und andere kirchlich eingestellte Personen sahen in der Okkupation die Chance, die atheistischen Nachwirkungen der Revolution überwinden zu können. Diese Hoffnungen zerschlugen sich, als die deutschen Truppen abgezogen wurden und im nun folgenden Lettischen Unabhängigkeitskrieg die Bolschewiki die Oberhand gewannen. Es kam zu einer großen Fluchtbewegung, während der Pastor bei seiner Gemeinde blieb. Kaspar und seine Kirche wurden zunächst nicht beeinträchtigt.
Dies änderte sich im Januar 1919. Die Bolschewiki gründeten ein Standesamt, das im besten Raum des Pastorats untergebracht wurde. Der kirchlichen Trauung musste nun die standesamtliche vorhergehen. Der Standesbeamte versuchte, jedes Paar von der kirchlichen Trauung abzubringen. Sein kontinuierlicher Misserfolg dabei machte den kommunistischen Beamten zu Kaspars Feind.
Am 4. März suchte der Standesbeamte mit einigen Milizionären das Pastorat auf. Es kam zu einer Hausdurchsuchung, die vier Stunden dauerte. Als Beweise gegen den Pastor wurde Folgendes konfisziert:
- ein Schreiben vom Propst über die Bedienung des Vikariats
- Briefe Kaspars an seine Tochter
- ein Revolver, dessen Abgabe der Pastor vergessen hatte[9]

### Festnahme
Wilhelm Kaspar wurde als angeblicher Konterrevolutionär festgenommen. Sein Kutscher musste ihn nach Wenden fahren. Einer der Milizionäre sagte dem Kutscher: „Verabschiede dich von deinem Herrn, du siehst ihn nicht mehr.“ In Wenden wurde der Pastor verhört. Eine Äußerung in einer seiner Predigten wurde ihm zur Last gelegt. Er hatte davon gesprochen, dass das Unkraut ausgejätet werden müsse, und wurde nun gefragt, wen er damit gemeint habe. Ferner habe er gesagt, dass das ewige Leben dem diesseitigen vorzuziehen sei. „... so müsste man ihm dazu verhelfen, schnell über die Sterne zu kommen“ umschrieb Oskar Schabert später in seinem Baltischen Märtyrerbuch (siehe unter „Literatur“) den Kommentar, den Wilhelm Kaspar während des Verhörs zu dieser Äußerung erhielt. Zwar meldeten sich Entlastungszeugen für Kaspar, die aber nicht vorgelassen wurden. Es wurde nach Beweisen gegen ihn gesucht.

### Haft und Tod
Während dieser Zeit musste Wilhelm Kaspar im Gefängnis bleiben. Ein ehemaliger Konfirmand Kaspars, der sich gezwungen gesehen hatte, als Schließer in dem Gefängnis zu arbeiten, unterstützte Kaspar, so gut er konnte. Er spielte ihm Bücher zu, was es dem Pastor erlaubte, sich mit seinem bevorzugten Thema zu befassen, nämlich der Philosophiegeschichte. Immer mehr Personen wurden in derselben Zelle inhaftiert. Schließlich war sie mit 110 Personen belegt. Diesen predigte der Pastor das Wort Gottes. 
Das Gefängnis verwandelte sich damit gleichsam in eine Kirche, während die eigentliche Kirche zum Versammlungsraum der Bolschewiki wurde, nachdem Kaspar durch seine Verhaftung neutralisiert worden war. Den Altar zierten nun Bilder von Wladimir Iljitsch Lenin, Leo Trotzki und Karl Marx. Die Kirche war mit roten Fahnen geschmückt. Von der Kanzel aus wurde gegen die sogenannten Lügen des Pastors agitiert. Die Gemeindemitglieder wurden gezwungen, an diesen Versammlungen teilzunehmen. Sie wurden mit Flinten bedroht, so dass kein Widerspruch möglich war.
Die Haftbedingungen für den Pastor verschlechterten sich. Regimetreue Gefängnisbeamte wurden eingestellt. Nahrungsmittel, die von Familienmitgliedern gebracht wurden, gelangten weder zu Kaspar, noch zu den anderen „Bourgeoisen“. Dies war lebensbedrohlich, da den Gefangenen pro Tag nur 100 Gramm Brot und ein Teller Wassersuppe zugeteilt wurden. 
Der gesuchte Belastungszeuge gegen den Pastor wurde schließlich gefunden. Es handelte sich um einen Lehrer russisch-orthodoxer Konfession. Dieser hatte vormals eine Hetzrede gegen Kaspar gehalten, woraufhin er von dessen Befürwortern übel misshandelt worden war. Während der deutschen Besatzungszeit hatte sich der Pastor für den Lehrer vor einem Gericht der deutschen Armee eingesetzt. Nun stellte der Lehrer aber die Behauptung auf, der Pastor habe ihn an die Deutschen verraten. 
Wilhelm Kaspar war klar, welche Folgen diese Beschuldigung für ihn haben würde. So schrieb er einen Abschiedsbrief an seine Familie. Darin schrieb er, dass er sich in Gottes Hände geben werde und dass die Kinder dem christlichen Glauben und seinem Andenken die Treue halten sollten. Er sei kein Verbrecher, sondern ein Opfer des Klassenkampfes. Das Motto für seinen Tod solle das Lied „Christus ist mein Leben, Sterben mein Gewinn“ sein. Den Ehering gab er einem anderen Gefangenen, damit er ihn seiner Frau übergebe. 
Am 14. Mai 1919 brachte eine Partisanengruppe unter Artūrs Veckalniņš das Stadtzentrum mithilfe von Einwohnern und überlaufenden Armeeeinheiten unter ihre Kontrolle. 212–214 Gefangene wurden befreit, von denen etwa 70 mit den abziehenden Partisanen aus der Stadt entkamen, nachdem bolschewistische Verstärkungen eingetroffen waren. Kaspars kehrte ins Gefängnis zurück, weil er befürchtete, dass die Bolschewiki nach ihrer Rückkehr zur Strafe seine Frau und seine Kinder töten könnten. 
Als er am Abend dieses aufregenden Tages Andacht hielt, wählte er als Text dafür Phil 4,8-15 . Er kam zunächst nur bis zu Vers 13: „Ich vermag alles durch den, der mich mächtig macht, Christus.“ Dann kollabierte er. Er erholte sich noch einmal und las weiter. Dann betete er das Vaterunser und sprach den Segen. Wieder konnte er nicht weitermachen, weil er von Fieberschüben gequält wurde. Er hatte sich mit Typhus infiziert. Entkräftet und fast verhungert blieb er danach tagelang ohne jede ärztliche Behandlung in der Zelle liegen. Danach kam er ins Gefängnislazarett. Dort wurde ihm keinerlei Pflege zuteil. 

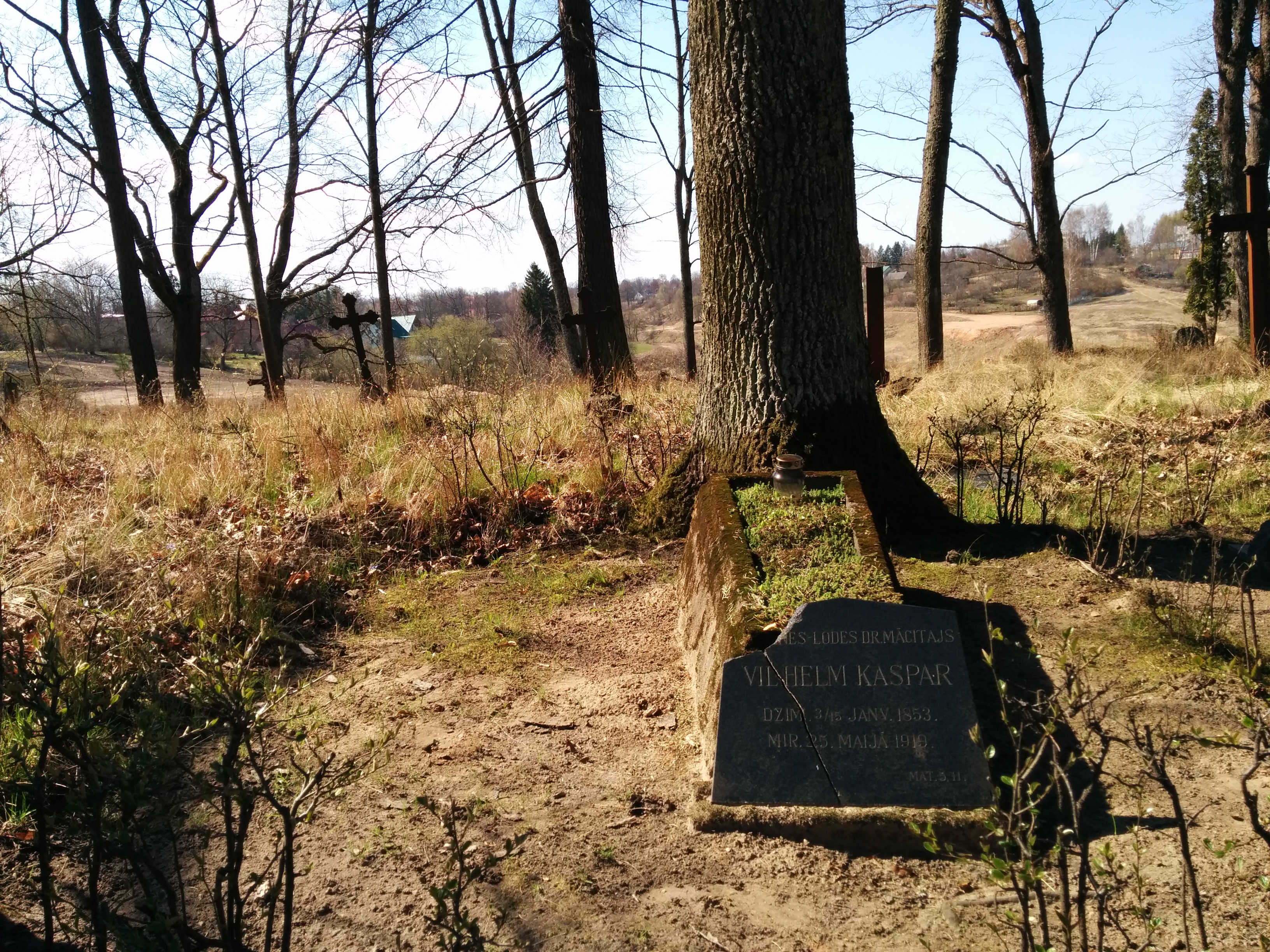
Grabstätte Kaspars auf dem unteren Friedhof Cēsis.

Die Gefangenen, mit denen er die Zelle geteilt hatte, wurden in der Nacht vom 25. auf den 26. Mai 1919 erschossen, nicht aber Wilhelm Kaspar, weil er zeitgleich einsam seinen Leiden erlag. Er wurde auf dem Unteren Friedhof beigesetzt.